# Jean-Augustin Germain
Jean-Augustin Germain (* 12. Februar 1839 in Beaucaire, Département Gard, Frankreich; † 1. Juni 1928 in Toulouse) war ein französischer römisch-katholischer Geistlicher. Er war zunächst Bischof von Rodez und später Erzbischof von Toulouse.

## Leben

### Herkunft und frühe Jahre
Jean Germain entstammte einer angesehenen Familie der Gemeinde Beaucaire im Département Gard. Da er früh den Vater verloren hatte, zog ihn die Mutter alleine auf. Nach dem Besuch des Knabenseminars in seinem Heimatort ging er an das Kolleg von Saint-Chamond und danach an das Priesterseminar in Nîmes.

### Priesteramt
Jean-Augustin Germain empfing am 21. März 1863 die Priesterweihe für das Bistum Nîmes. Er war sodann Vikar der Pfarrei Sainte-Perpetué in Nîmes, später Vikar an der Kathedrale von Nîmes, wo er bis 1870 blieb. Während einer Choleraepidemie arbeitete er als Krankenhausseelsorge in Nîmes. 1885 wurde ihm die Pfarrei Saint-Baudile in dieser Stadt anvertraut. Durch seine seelsorgliche Arbeit erwarb sich Germain ein so hohes Ansehen, dass er am 31. Dezember 1895 mit der Aufnahme in die Ehrenlegion ausgezeichnet wurde.

### Bischofsamt
Auf Empfehlung seiner ehemaligen Mitstudenten Frédéric Fuzet, ab 1899 Erzbischof von Rouen, und Jacques Fabre, seit 1892 Bischof von Saint Dénis de La Réunion, sowie des Präfekten des Département Gard wurde Jean-Augustin Germain am 14. April 1897 zum Bischof von Rodez berufen. Die Bischofsweihe spendete ihm am 10. August 1897 in der Kirche St. Bandile in Nîmes der Bischof von Nîmes Félix-Auguste Béguinot; Mitkonsekratoren waren Edmond-Frédéric Fuzet, Bischof von Beauvais, und Jean-Marie-François Lamouroux, Bischof von Saint-Flour.
Am 7. Dezember 1899 wurde Jean-Augustin Germain zum Erzbischof von Toulouse berufen und trat dieses Amt am 27. März 1900 an. Bis zu seinem Tod im Alter von 89 Jahren blieb er Erzbischof von Toulouse. In seine Amtszeit fiel der Streit um die Religionsgesetzgebung ebenso wie der Erste Weltkrieg.